# VIII legislatura de Navarra
La viii legislatura de Navarra comenzó el 15 de junio de 2011 cuando, tras la celebración de las elecciones regionales, se constituyó el Parlamento de Navarra, y terminó el 30 de marzo de 2015, con la disolución de las mismas. Le precedió la VII legislatura y le sucedió la IX legislatura.

## Campaña electoral
La campaña electoral en Navarra, al igual que en el resto de España tiene una duración oficial de 15 días antes de las elecciones, aunque se dan actos políticos desde el anuncio de las elecciones.
Para la viii legislatura, las elecciones fueron convocadas para el 22 de mayo de 2011 por parte del presidente de Navarra, Miguel Sanz mediante decreto foral el 28 de marzo de 2011.

### Candidaturas
Para estas elecciones, se presentaron trece candidaturas distintas a ocupar los escaños del Parlamento de Navarra. De ellas, seis consiguieron obtener escaños.
- Unión del Pueblo Navarro (UPN)
- Partido Socialista de Navarra (PSN-PSOE)
- Nafarroa Bai 2011 (NaBai-2011): coalición de Aralar, PNV y Zabaltzen
- Bildu-Nafarroa: coalición de EA, Alternatiba y HG
- Partido Popular de Navarra (PP)
- Izquierda-Ezkerra (I-E): coalición de Batzarre e IUN
- Convergencia de Demócratas de Navarra (CDN)
- Verdes de Navarra-Nafarroako Berdeak (ECOLO)
- Representación Cannábica Navarra-Nafarroako Ordezkaritza Kanabikoa (RCN-NOK)
- Unión Progreso y Democracia (UPyD)
- Iniciativa por Navarra (IXN): escisión de IUN
- Solidaridad y Autogestión Internacionalista (SAIn)
- Derecha Navarra y Española (DNE): escisión del PP

### Actos de campaña
Durante la campaña, se destacaron las conversaciones para formalizar las coaliciones de partidos de la izquierda navarra como la coalición entre Nafarroa Bai y Aralar, que se renovaba nuevamente para estos comicios, y la de Izquierda-Ezquerra con Batzarre.
Por su parte, los partidos de la derecha destacaron en número de actos, UPN realizó un total de 120 actos oficiales en los 15 días de campaña.

### Elecciones
Los resultados de las elecciones
| ← Elecciones al Parlamento de Navarra de 2011 → |                                                                              |         |       |         |     |
| Presidente y gobierno | Partido                                                                      | Votos   | %     | Escaños | +/– |
| - Presidenta: Yolanda Barcina - Gobiernos: UPN, PSN (2011-2012) UPN (2012-2015) - Censo: 485.386 - Participación: 327.281 (67,4%) - Abstención: 158.105 (32,6%) - Válidos: 323.254 - A candidatura: 315.093 (97,5%) | Unión del Pueblo Navarro (UPN)                                               | 111.474 | 34,48 | 19      | –3  |
| - Presidenta: Yolanda Barcina - Gobiernos: UPN, PSN (2011-2012) UPN (2012-2015) - Censo: 485.386 - Participación: 327.281 (67,4%) - Abstención: 158.105 (32,6%) - Válidos: 323.254 - A candidatura: 315.093 (97,5%) | Partido Socialista de Navarra (PSN-PSOE)                                     | 51.238  | 15,85 | 9       | –3  |
| - Presidenta: Yolanda Barcina - Gobiernos: UPN, PSN (2011-2012) UPN (2012-2015) - Censo: 485.386 - Participación: 327.281 (67,4%) - Abstención: 158.105 (32,6%) - Válidos: 323.254 - A candidatura: 315.093 (97,5%) | Nafarroa Bai 2011 (NaBai 2011)                                               | 49.827  | 15,41 | 8       | –4  |
| - Presidenta: Yolanda Barcina - Gobiernos: UPN, PSN (2011-2012) UPN (2012-2015) - Censo: 485.386 - Participación: 327.281 (67,4%) - Abstención: 158.105 (32,6%) - Válidos: 323.254 - A candidatura: 315.093 (97,5%) | Bildu                                                                        | 42.916  | 13,28 | 7       | +7  |
| - Presidenta: Yolanda Barcina - Gobiernos: UPN, PSN (2011-2012) UPN (2012-2015) - Censo: 485.386 - Participación: 327.281 (67,4%) - Abstención: 158.105 (32,6%) - Válidos: 323.254 - A candidatura: 315.093 (97,5%) | Partido Popular de Navarra (PP)                                              | 23.551  | 7,29  | 4       | +4  |
| - Presidenta: Yolanda Barcina - Gobiernos: UPN, PSN (2011-2012) UPN (2012-2015) - Censo: 485.386 - Participación: 327.281 (67,4%) - Abstención: 158.105 (32,6%) - Válidos: 323.254 - A candidatura: 315.093 (97,5%) | Izquierda-Ezkerra (I-E) g                                                    | 18.457  | 5,71  | 3       | +1  |
| - Presidenta: Yolanda Barcina - Gobiernos: UPN, PSN (2011-2012) UPN (2012-2015) - Censo: 485.386 - Participación: 327.281 (67,4%) - Abstención: 158.105 (32,6%) - Válidos: 323.254 - A candidatura: 315.093 (97,5%) | Convergencia de Demócratas de Navarra (CDN)                                  | 4.651   | 1,44  | 0       | –2  |
| - Presidenta: Yolanda Barcina - Gobiernos: UPN, PSN (2011-2012) UPN (2012-2015) - Censo: 485.386 - Participación: 327.281 (67,4%) - Abstención: 158.105 (32,6%) - Válidos: 323.254 - A candidatura: 315.093 (97,5%) | Verdes de Navarra-Nafarroako Berdeak (ECOLO)                                 | 4.235   | 1,31  | 0       |     |
| - Presidenta: Yolanda Barcina - Gobiernos: UPN, PSN (2011-2012) UPN (2012-2015) - Censo: 485.386 - Participación: 327.281 (67,4%) - Abstención: 158.105 (32,6%) - Válidos: 323.254 - A candidatura: 315.093 (97,5%) | Representación Cannábica Navarra-Nafarroako Ordezkaritza Kanabikoa (RCN-NOK) | 3.166   | 0,98  | 0       |     |
| - Presidenta: Yolanda Barcina - Gobiernos: UPN, PSN (2011-2012) UPN (2012-2015) - Censo: 485.386 - Participación: 327.281 (67,4%) - Abstención: 158.105 (32,6%) - Válidos: 323.254 - A candidatura: 315.093 (97,5%) | Unión Progreso y Democracia (UPyD)                                           | 2.212   | 0,68  | 0       |     |
| - Presidenta: Yolanda Barcina - Gobiernos: UPN, PSN (2011-2012) UPN (2012-2015) - Censo: 485.386 - Participación: 327.281 (67,4%) - Abstención: 158.105 (32,6%) - Válidos: 323.254 - A candidatura: 315.093 (97,5%) | Iniciativa por Navarra (IXN)                                                 | 1.332   | 0,41  | 0       |     |
| - Presidenta: Yolanda Barcina - Gobiernos: UPN, PSN (2011-2012) UPN (2012-2015) - Censo: 485.386 - Participación: 327.281 (67,4%) - Abstención: 158.105 (32,6%) - Válidos: 323.254 - A candidatura: 315.093 (97,5%) | Solidaridad y Autogestión Internacionalista (SAIn)                           | 1.054   | 0,33  | 0       |     |
| - Presidenta: Yolanda Barcina - Gobiernos: UPN, PSN (2011-2012) UPN (2012-2015) - Censo: 485.386 - Participación: 327.281 (67,4%) - Abstención: 158.105 (32,6%) - Válidos: 323.254 - A candidatura: 315.093 (97,5%) | Derecha Navarra y Española (DNE)                                             | 977     | 0,30  | 0       |     |
| - Presidenta: Yolanda Barcina - Gobiernos: UPN, PSN (2011-2012) UPN (2012-2015) - Censo: 485.386 - Participación: 327.281 (67,4%) - Abstención: 158.105 (32,6%) - Válidos: 323.254 - A candidatura: 315.093 (97,5%) | Nulos                                                                        | 4.027   | 1,23  |         |     |
| - Presidenta: Yolanda Barcina - Gobiernos: UPN, PSN (2011-2012) UPN (2012-2015) - Censo: 485.386 - Participación: 327.281 (67,4%) - Abstención: 158.105 (32,6%) - Válidos: 323.254 - A candidatura: 315.093 (97,5%) | En blanco                                                                    | 8.161   | 2,52  |         |     |

### Investidura
Solo hubo una votación de investidura, la cual tuvo lugar el 23 de junio de 2011, saliendo adelante y teniendo como presidenta electa a Dña. Yolanda Barcina Angulo, convirtiéndose en la 9ª Presidenta de Navarra, siendo la primera mujer en ocupar el cargo y repitiendo el partido político en el poder.
| Candidata             | Fecha                                                   | Voto |    |   |   | Bildu |   |   | Total |
| --------------------- | ------------------------------------------------------- | ---- | -- | - | - | ----- | - | - | ----- |
| Yolanda Barcina (UPN) | 23 de junio de 2011 Mayoría requerida: Absoluta (26/50) | Sí   | 19 | 9 |   |       |   |   | 28/50 |
| Yolanda Barcina (UPN) | 23 de junio de 2011 Mayoría requerida: Absoluta (26/50) | No   |    |   | 8 | 7     | 4 | 3 | 22/50 |
| Yolanda Barcina (UPN) | 23 de junio de 2011 Mayoría requerida: Absoluta (26/50) | Abs. |    |   |   |       |   |   | 0/50  |

## El Parlamento de Navarra

### Constitución de la Mesa del Parlamento
El 15 de junio de 2011 tuvo lugar la primera sesión del Parlamento tras las elecciones regionales con el fin de formar la mesa parlamentaria, nombrar al Presidente del Parlamento y nombrar a la candidatura a la presidencia de Navarra.
|                                                                      |         |                          |  |  |
| Miembros de la Mesa del Parlamento de Navarra de la VIII Legislatura |         |                          |  |  |
| Cargo                                                                | Partido | Titular                  |  |  |
| Presidente del Parlamento                                            |         | Alberto Catalán Higueras |  |  |
| Vicepresidente primero                                               |         | Samuel Caro Sádaba       |  |  |
| Vicepresidente segundo                                               |         | Txentxo Jiménez Hervas   |  |  |
| Secretaría primera                                                   |         | Maite Esporrín Las Heras |  |  |
| Secretaría segunda                                                   | Bildu   | Koldo Amezketa Díaz      |  |  |
| Fuente: Parlamento de Navarra                                        |         |                          |  |  |

### Grupos Parlamentarios
|                                              |                                                                                               |                       |           |  |  |
| Grupos Parlamentarios de la VIII Legislatura |                                                                                               |                       |           |  |  |
| Grupo parlamentario                          | Partidos                                                                                      | Portavoz              | Diputados |  |  |
| G.P. de UPN                                  | Unión del Pueblo Navarro (UPN)                                                                | Carlos García Adanero | 19        |  |  |
| G.P. de PSN                                  | Partido Socialista de Navarra (PSN-PSOE)                                                      | Juan José Lizarbe     | 9         |  |  |
| G.P. de NaBai                                | Nafarroa Bai (NaBai) Aralar: 5 Zabaltzen: 2 Partido Nacionalista Vasco (PNV): 1               |                       | 8         |  |  |
| G.P. de Bildu-Nafarroa                       | Bildu (Bildu-Nafarroa) Eusko Alkartasuna (EA): 3 Herritarron Garaia (HG): 2 Independientes: 2 |                       | 7         |  |  |
| G.P. de PPN                                  | Partido Popular de Navarra (PP)                                                               |                       | 4         |  |  |
| G.P. de I-E                                  | Izquierda-Ezkerra (I-E) Izquierda Unida de Navarra (IUN): 2 Batzarre: 1                       |                       | 3         |  |  |
| Fuente: Parlamento de Navarra                |                                                                                               |                       |           |  |  |

### Junta de Portavoces
La Junta de Portavoces del Parlamento de Navarra la forman únicamente todos los portavoces de los grupos parlamentarios.

## Medidas gubernamentales

### Pacto de gobierno
Tras las elecciones, las candidaturas potenciales a la presidencia fueron las de UPN, ganador de las elecciones y PSN, segundo en las elecciones pero con posibles apoyos de la izquierda abertzale. Yolanda Barcina, en el discurso de la victoria de UPN en los comicios expuso su intención de pactar con el PSN para formar gobierno y dio un aviso al partido sobre el apoyo envenenado de Bildu.
Finalmente UPN y PSN llegaron a un acuerdo de gobierno, repartiéndose los puestos en el gobierno y esperando tener un gobierno de mayoría para toda la legislatura.

### Ruptura del pacto de gobierno UPN-PSN
El inestable pacto de gobierno entre UPN, representado por Yolanda Barcina, y PSN, representado por Roberto Jiménez, tuvo su primera disputa pública el mismo día que anunciaron el pacto de gobierno. Tras 11 meses de pacto, este llegó a su final cuando en junio de 2012 la presidenta Yolanda Barcina destituyó a Roberto Jiménez de su cargo de vicepresidente y consejero del gobierno por considerar que la actuación de Jiménez al airear un supuesto agujero de € 132 millones en las cuentas del gobierno era un comportamiento desleal. Se llegó así al final de las discusiones centradas en los presupuestos entre UPN y PSN que se sucedían en el Ejecutivo desde febrero.
Tras esa destitución, los consejeros de Fomento y Política Social, Anai Astiz y Elena Torres respectivamente (ambos del PSN) dimitieron en apoyo de su compañero destituido. Tras esa actuación, el PSN informó al resto de políticos de su marca que abandonasen sus puestos en el gobierno al tiempo que su portavoz, Juan José Lizarbe informaba de que el PSN daba por concluido el pacto de gobierno y se pasaban a la oposición de manera inmediata.
El último consejero en dimitir fue Álvaro Miranda, vicepresidente y consejero de Economía, el 21 de junio de 2012. Tras su dimisión, el gobierno de Yolanda Barcina tuvo que hacer frente a la sustitución de un amplio abanico de cargos ocupados hasta entonces por el PSN: Dos vicepresidencias y las consejerías de Presidencia, Justicia e Interior, Economía y Hacienda; y a los titulares de Fomento y Vivienda; y Políticas Sociales, Deporte y Juventud.

### Dimisión de Pejenaute
El 18 de octubre de 2012, la asociación civil Kontuz! acusó al entonces consejero de Políticas Sociales del gobierno de Navarra, Jesús Pejenaute, de haber blanqueado dinero en 2007, cuando trabajaba como subdirector en Caja Navarra. Pejenaute denunció ese mismo día en los juzgados de Pamplona a la asociación por falsas acusaciones y el 21 de octubre presentó su dimisión a la presidenta Barcina a fin de que la causa no salpicase al gobierno. En enero de 2013 el juzgado de instrucción número 5 de Pamplona hizo el sobreseimiento provisional de la denuncia de Pejenaute contra Kontuz! por considerar que el denunciante no había presentado pruebas directamente relacionadas con el caso.

### Caso de las dietas de la CAN
El 18 de enero de 2013, la asociación Kontuz! acusó penalmente al empresario navarro Enrique Goñi (exdirector de Caja Navarra), al expresidente de Navarra, Miguel Sanz, y a la entonces presidenta Yolanda Barcina por presuntos delitos societarios y de prevaricación, además, a la presidenta se le acusaba también de manejo de información privilegiada.
Durante la causa se sumaron nuevos nombres a la presunta trama como los de Santiago Cervera (diputado popular por Navarra), José Antonio Asiáin (presidente de Caja Navarra), Álvaro Miranda (ex-consejero de Economía) y Diego Asiain Valdelomar (hijo de José Asiáin). Además, Enrique Goñi fue llamado a declarar sin límite de tiempo al hemiciclo del Parlamento de Navarra.
En marzo, mientras se investigaba el cobro de dietas por reuniones dobles y reuniones fantasmas de personalidades políticas en la CAN, varios imputados y acusados decidieron devolver el dinero cobrado de forma alegal: Miguel Sanz devolvió 39 000 €, Yolanda Barcina 68 500 €, Enrique Maya 12 000 €, José Iribas 29 000 €, y finalmente la concejala de Pamplona Ana Elizalde 5 000 €.
En abril del mismo año se formalizó la imputación en la causa de Enrique Goñi, del expresidente Miguel Sanz Sesma, del ex-alcalde de Pamplona Enrique Maya y del ex-consejero de Economía Álvaro Miranda. Para este punto de la causa, varias partes de la misma se habían elevado a la Audiencia Nacional.
En octubre de 2013, la juez Mari Paz Benito, del Juzgado de Instrucción número 3 de Pamplona, acordó el archivo definitivo de toda la causa del caso Caja Navarra (CAN), incluidas las partes relativas a la concesión de créditos a familiares de cargos de la antigua entidad financiera y la manipulación de actas.

#### Primera moción de censura a Yolanda Barcina
A raíz de este caso, las fuerzas políticas de la izquierda abertzale propusieron una moción de censura a Yolanda Barcina en marzo de 2013 por considerar que su grupo había engañado a los ciudadanos y era culpable de las acusaciones. Esto fue algo inédito, ya que en el Parlamento de Navarra nunca se había llevado a cabo una moción de censura.
Finalmente, la moción no salió adelante, pues no consiguieron convencer a los socialistas y los votos de las fuerzas proponentes no llegaban a la mayoría. La votación quedó con 18 votos a favor (NaBai, I-E y Bildu-Nafarroa), 23 en contra (UPN y PP) y 9 abstenciones (PSN).

### Ruptura entre NaBai y GBai
En septiembre de 2013, en el Ayuntamiento de Pamplona los concejales de Aralar fueron apartados de NaBai por los de Geroa Bai aduciendo que se estaban acercando ideológicamente a Bildu. Como respuesta, en octubre el grupo parlamentario NaBai con mayor presencia de Aralar expulsó a los parlamentarios Patxi Leuza (de Zabaltzen) y Manu Ayerdi (del PNV), quienes formaron la Agrupación de Parlamentarios Forales de Geroa Bai en el Parlamento.

### Segunda moción de censura a Yolanda Barcina
En febrero de 2014, durante su comparecencia en el Parlamento, la socialista Idoia Nieves (exdirectora de la Hacienda Tributaria de Navarra) acusó a la entonces consejera de Economía Lourdes Goicoechea (quien sustituyó a Álvaro Miranda) de favorecer fiscalmente a personas concretas.
Para la izquierda abertzale representada en el Parlamento (Bildu y Aralar-NaBai) e I-E, este tema junto al de la CAN (que consideraban todavía abierto aunque se había cerrado judicialmente), era inaceptable y amenazaron con hacer una moción de censura al gobierno de Yolanda Barcina. El PSN acabó sumándose a la amenaza para intentar forzar a la presidenta navarra a convocar elecciones anticipadas.
Durante el mes de marzo, los socialistas navarros lideraron la moción de censura contra Yolanda Barcina, dado que UPN se negó a adelantar las elecciones. Finalmente, la Comisión Ejecutiva Federal del PSOE prohibió expresamente al PSN que presentase o apoyase la moción de censura, puesto que no se quería dar la impresión de que hubiera una alianza con Bildu.
Finalmente el Parlamento aprobó, con 27 votos a favor (PSN, Bildu, Aralar-NaBai, I-E y Geroa Bai), y 23 en contra (UPN y PP), el dictamen de la comisión de investigación sobre las irregularidades en Hacienda que pedía la dimisión de Yolanda Barcina y la convocatoria anticipada de elecciones, resoluciones que al no tener carácter ejecutivo fueron descartadas por el gobierno de Barcina.

#### Dimisión de Roberto Jiménez
Tras el amago de moción de censura barajado por los socialistas de Navarra y prohibido por la dirección federal, Roberto Jiménez, entonces secretario general del PSN barajó presentar su dimisión de inmediato. Finalmente, tres meses después de la fallida moción, se organizó un congreso regional del PSN para elegir una nueva ejecutiva de la que él renunció a formar parte, dando así por finalizado su tiempo al frente de los socialistas de Navarra.

### Ampliación del Canal de Navarra
En mayo de 2014, después de que la Confederación Hidrográfica del Ebro (CHE) diese una concesión al Gobierno de Navarra para el aprovechamiento de aguas del río Irati, la presidenta Yolanda Barcina, el consejero de Desarrollo Rural, Medio Ambiente y Administración Local y presidente de INTIA José Javier Esparza, el presidente y director general de OHL Rafael Martín de Nicolás, y el director general del AGBAR Albert Martínez firmaron el contrato para las obras de ampliación del canal que alcanzaría 15 localidades navarras de las cuencas del Ega y del Arga.

### Comisión de investigación por el caso Goicoechea
En febrero de 2014 la entonces directora saliente de la Hacienda Tributaria de Navarra, Idoia Nieves, realizó una comparecencia en el Parlamento de Navarra en la que acusó a Lourdes Goicoechea, entonces consejera de Economía, Hacienda, Industria y Empleo, de haber solicitado y manejado información preferente con fines de lucro desde su etapa como consejera de Desarrollo Rural e Industria.
Desde el gobierno, se negó que esto supusiese la existencia de casos de corrupción internos mientras que, por su parte, Goicoechea negó en rotundo las acusaciones y las tachó de falsas. También se negó a dimitir por ellas, dado que se veía en la obligación de defender su honradez.
Investigando que este posible caso de corrupción fuese parte de la trama de los cobros de la CAN, por aquel entonces investigada, el Parlamento decidió formar una Comisión de Investigación, que presidiría el portavoz parlamentario del PSN, Juan José Lizarbe, teniendo a otros 12 parlamentarios en total. La comisión recibió documentos y la comparecencia de seis acusados (entre ellos Yolanda Barcina y Lourdes Goicoechea) durante diez días, tras lo cual, el 28 de febrero de 2014, la Comisión remitió a la Mesa del Parlamento sus conclusiones en las cuales encontraban culpable a Lourdes Goicoechea y conocedora y corresponsable a Yolanda Barcina.
Aunque la resolución de la comisión se puso en duda la neutralidad de la Comisión por parte de medios afines a la ideología del gobierno, las conclusiones se elevaron también a la Fiscalía, pero finalmente no consiguió ni adelantar las elecciones ni conseguir una mayoría suficiente para conseguir llevar adelante la moción de censura contra Barcina.

### La Ley Osasuna
Al final de la temporada 2013/14 de fútbol de España, el Club Atlético Osasuna descendió de la primera a la segunda división, lo que suponía que los ingresos que esperaba para la siguiente temporada que irían destinados a pagar sus deudas no iban a ser los que había prometido tras destaparse los impagos del IRPF del club desde 2010 hasta el 2013. Esto supuso que la Hacienda Tributaria de Navarra amenazase la continuidad del club navarro, que de entre el total de € 73 millones que adeudaba, 53 eran con la Hacienda navarra.
Para prevenir la desaparición del club, el Parlamento de Navarra, a propuesta de los grupos de UPN, PSN y PP, comenzó a trabajar en la conocida como «Ley Osasuna», que era una ley ad hoc para reestructurar la deuda de la entidad y evitar su desaparición. Finalmente la Ley Foral 26/2014, más conocida como Ley Osasuna salió adelante con los votos de UPN, PSN y PP (32 votos); teniendo en contra al resto de formaciones: NaBai, Bildu, I-E y GBai (18 votos).

#### Tasación de los bienes de Osasuna
La primera acción para comenzar a paliar las deudas de la entidad fue la compra del patrimonio del club por parte del Gobierno de Navarra. El total de este (El Sadar, las instalaciones de Tajonar y dos pisos en Pamplona) fue tasado en € 43 millones por parte del club y en € 35 millones por parte del Gobierno en un inicio. En una nueva tasación realizada por una empresa externa a ambas entidades la tasación se fijó en poco más de 43 millones, siendo aprobada por ambas entidades. Con ello la deuda del club quedó en 10 millones con la Hacienda navarra, para los que tendrían 3 años de pago sin moratoria y un aplazamiento máximo de 30 años.

#### Polémica sobre la Ley
La Ley Osasuna fue duramente criticada desde varios sectores por ser una ley al uso que favorecía claramente a la entidad deportiva frente a las leyes generales para el resto de contribuyentes.
Las críticas llegaron desde medios de comunicación como eldiario.es, por parte de la oposición parlamentaria, e incluso desde la Cámara de Comptos, desde la que Helio Robleda dio un duro discurso en contra del procedimiento, aunque acabó barajando el acierto de la ley si se demostraba en el largo plazo e invitó al Tribunal de Cuentas de España a realizar el mismo ejercicio de auditar las deudas de otros clubs de España.

### El IVA de Volkswagen
Desde 2012, la administración central de España, en concreto el Ministerio de Hacienda y Administraciones Públicas presidido por Cristóbal Montoro se mantenía en disputas con la Hacienda Tributaria de Navarra, defendida por el ejecutivo foral presidido por Yolanda Barcina, por las devoluciones del IVA que el gobierno central hacía a la empresa Volkswagen por sus actividades en la planta de Navarra.
En cifras, la administración española acusaba al gobierno de Navarra de deber una cuantía de entre 800 y 1.513 millones de euros. Esto se debía a que la filial alemana Volkswagen Navarra en vez de vender directamente a la matriz alemana, vendía a la filial VAESA (la que opera en Barcelona) para que los coches saliesen desde el puerto de Barcelona a la matriz alemana, por lo que la competencia cambiaría del convenio navarro a las leyes estatales, esto suponía que Navarra cobraba el dinero (Desde Navarra a Barcelona) y el Estado devolvía el IVA (Barcelona a la matriz), todo ello recogido en el acuerdo sobre el IVA de 2012.
En enero de 2015, ambas administraciones llegaron a un acuerdo firmado por el ministro Montoro y la presidenta Barcina por el cual Navarra quedaba liberada de la restitución de los pagos sobre las devoluciones del IVA a las arcas estatales. Aunque parte del acuerdo supuso la promesa de renovar el Convenio Económico de Navarra con el Estado sin el cual el gobierno de España no archivaría la reclamación del pago del IVA devuelto.

### Modificación del Convenio Económico
El 15 de abril de 2015, el consejero de Hacienda y política financiera del Gobierno de Navarra, Mikel Aranburu, y el secretario de Estado de Administraciones Públicas, Antonio Beteta, desbloquearon las negociaciones sobre el Convenio Económica de Navarra con el Estado para solventar los ajustes del IVA y de los Impuestos Especiales (el impuesto sobre el valor de la producción de energía eléctrica y el gravamen sobre depósitos en entidades de crédito) y por último, recalcular la aportación de Navarra al Estado.

## Fin de la legislatura y convocatoria de elecciones
El 25 de marzo de 2015, la presidenta Yolanda Barcina firmó el decreto foral que disolvería el Parlamento y convocaría las elecciones para el 24 de mayo de 2015 en el plazo estándar de una legislatura, coincidiendo con las elecciones autonómicas de 12 de las otras 16 comunidades autónomas de España durante el auge de los nuevos partidos políticos en detrimento del bipartidismo en España hasta el momento.